# Albertirsa
Albertirsa là một thành phố thuộc hạt Pest, Hungary. Thành phố này có diện tích 72,96 km², dân số năm 2010 là 12416 người, mật độ 170 người/km².